# CDPedia
CDPedia es un proyecto desarrollado por la comunidad de usuarios de Python de Argentina (PyAr) para disponer de la información de Wikipedia en idioma español sin necesidad de conexión a Internet.
A fines de junio de 2011 se lanzó la versión 0.8.4 de CDPedia en DVD y por medio de un acuerdo con Wikimedia Argentina, Python Argentina (PyAr) y Educ.ar se distribuirá en las escuelas de Argentina, bajo licencias que permiten su copia libre. Su versión más reciente es la 0.8.3 lanzada en abril de 2014, con contenidos hasta marzo del mismo año.
También se puede descargar libremente de la red y grabar a CD o DVD para repartirlos sin restricciones. La CDPedia funciona en cualquier computadora, ya sea que tenga GNU/Linux, MacOS o Windows como sistema operativo.